# جی مدیسون رایت موریس
جی مدیسون رایت موریس (انگلیسی: J. Madison Wright Morris؛ ۲۹ ژوئیهٔ ۱۹۸۴ – ۲۱ ژوئیهٔ ۲۰۰۶) یک هنرپیشه اهل ایالات متحده آمریکا بود.